# Bâtiment du Bureau central de crédit
Le bâtiment du Bureau central de crédit (en serbe cyrillique : Зграда Централног кредитног завода ; en serbe latin : Zgrada Centralnog kreditnog zavoda) est situé à Novi Sad, la capitale de la province autonome de Voïvodine, en Serbie. En raison de sa valeur patrimoniale, il est inscrit sur la liste des monuments culturels protégés de la république de Serbie (identifiant n° SK 2017).

## Historique
Le bâtiment du Bureau central de crédit est situé 2 rue Grčkoškolska et à l'angle de la rue Miletićeva ; il est souvent considéré comme l'un des plus beaux édifices de la ville de Novi Sad. Il a été construit en 1895-1896 sur des plans de l'architecte viennois d'origine tchèque Franz Voruda pour servir d'établissement financier à de riches Serbes de la ville ; le Bureau central de crédit avait été créé en 1890 par Lazar Dunđerski, Ljuba Stefanović et Miloš Dimitrijević pour favoriser le commerce, l'artisanat et plus généralement les activités économiques et culturelles des Serbes au sein de la monarchie austro-hongroise,. Conçu au départ comme un édifice doté d'un rez-de-chaussée et d'un seul étage, il a été surélevé en 1921, toujours sur des plans de Voruda. Il se caractérise par son style éclectique, où dominent les éléments néo-baroques et néo-Renaissance.
Le bâtiment a été inscrit sur la liste des monuments culturels de la république de Serbie en 1997. Il a été restauré en 2007 pour accueillir le siège à Novi Sad de la Zepter banka aujourd'hui disparue ; il a également accueilli le siège local de la Privredna banka Beograd, elle aussi disparue.

## Architecture

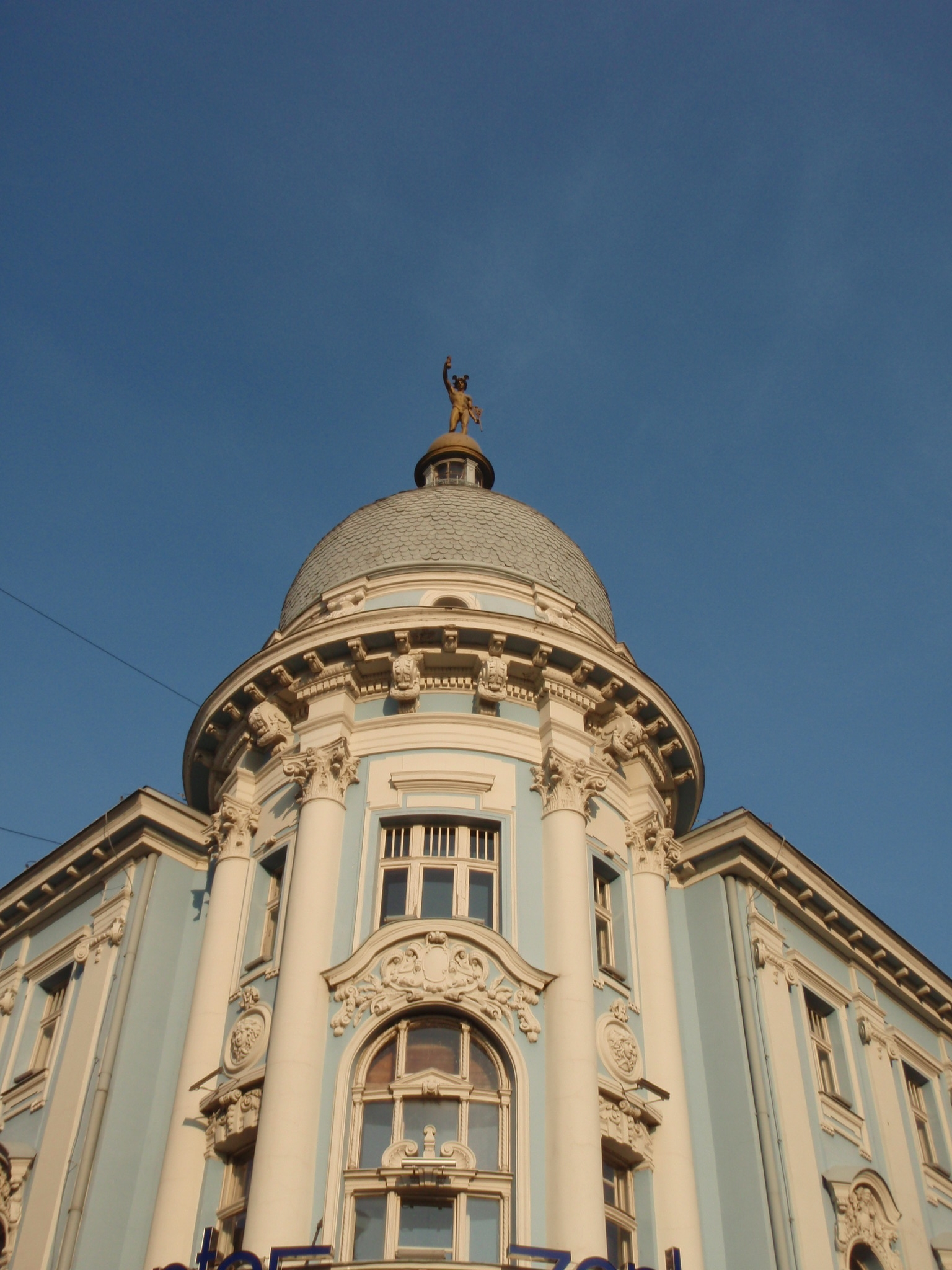
Le haut de la façade d'angle

La façade d'angle est dominée par un dôme surmonté d'une statue dorée de Mercure, le dieu du commerce, avec des chaussures ailées et portant un pétase et un caducée, œuvre du sculpteur Đorđe Jovanović ; pour cette raison, pour préciser une direction, les vieux habitants de Novi Sad se réfèrent à lui en indiquant « l'angle de la rue avec l'homme d'or ». À l'angle des rues Grčkoškolska et Miletićeva, le portail possède des vantaux en fer forgé avec des motifs rocaille stylisés et portant les initiales CKZ (Centralni kreditni zavod) en ligature ; l'entrée est encadrée de hauts vases de pierre et de colonnes supportant une balustrade épousant la courbe de la façade d'angle ; après la balustrade, des colonnes engagées aux chapiteaux composites, soulignent la verticalité de l'ensemble, déjà mis en valeur par le couronnement du dôme.
Les ailes du bâtiment sont rythmées par des fenêtres disposées à intervalle régulier ; au rez-de-chaussée, elles sont encadrées de bossages et, au premier étage, elles sont surmontées de frontons baroques en haut-relief décorés de motifs floraux et de figures humaines ; le rythme vertical est assuré au premier et au second étages par des pilastres ornés de chapiteaux ioniques.

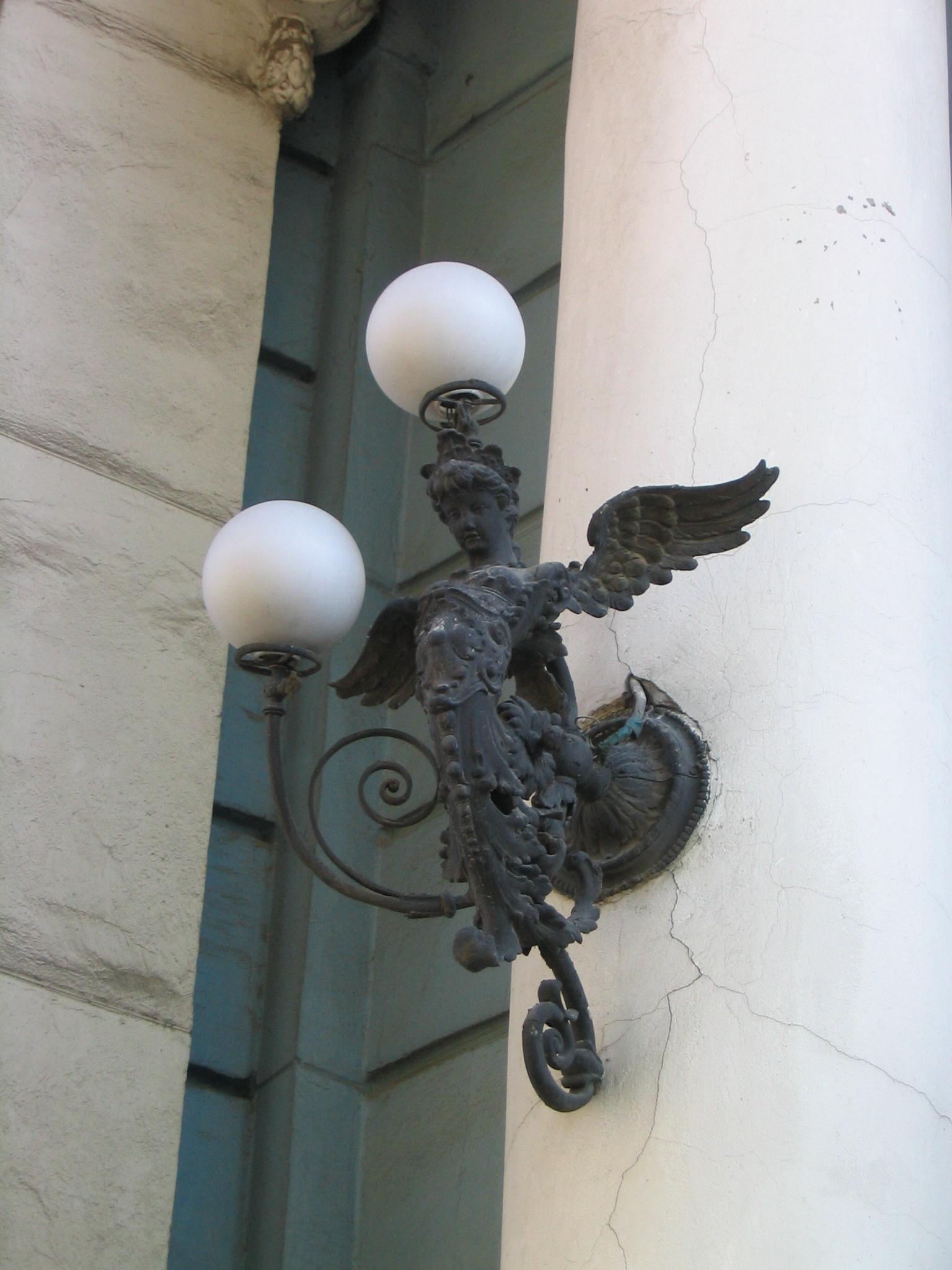
Détail de l'entrée

À l'intérieur, le grand hall est richement décoré de stucs.